# Anisakis typica
Anisakis typica is een rondwormensoort uit de familie van de Anisakidae. De wetenschappelijke naam van de soort is voor het eerst geldig gepubliceerd in 1860 door Diesing.